# Кубок валлійської ліги з футболу 2002—2003
Кубок валлійської ліги 2002–2003 — 11-й розіграш Кубка валлійської ліги. Переможцем вперше став Ріл.

## Календар
| Раунд            | Дата                           | Матчі | Клуби   |
| ---------------- | ------------------------------ | ----- | ------- |
| Попередній раунд | 13-21 серпня 2002              | 4     | 18 → 16 |
| 1/8 фіналу       | 27 серпня - 10 вересня 2002    | 16    | 16 → 8  |
| 1/4 фіналу       | 17 вересня - 12 листопада 2002 | 8     | 8 → 4   |
| 1/2 фіналу       | 21 січня/11 лютого 2003        | 4     | 4 → 2   |
| Фінал            | 3 травня 2003                  | 1     | 2 → 1   |

## 1/4 фіналу
| Команда 1                    | Заг.    | Команда 2      | 1-й матч | 2-й матч |
| ---------------------------- | ------- | -------------- | -------- | -------- |
| 17/24 вересня 2002           |         |                |          |          |
| Освестрі Таун                | 1:3     | Ріл            | 1:2      | 0:1      |
| 17/24 вересня 2002           |         |                |          |          |
| Порт-Толбот Таун             | 2:0     | Кайрсус        | 0:0      | 2:0      |
| 24 вересня/1 жовтня 2002     |         |                |          |          |
| Аберіствіт Таун              | 2:2 (ч) | Кармартен Таун | 0:1      | 2:1      |
| 25 вересня/12 листопада 2002 |         |                |          |          |
| Карнарвон Таун               | 2:0     | Бангор Сіті    | 2:2      | 3:4      |

## 1/2 фіналу
| Команда 1               | Заг. | Команда 2        | 1-й матч | 2-й матч |
| ----------------------- | ---- | ---------------- | -------- | -------- |
| 21 січня/11 лютого 2003 |      |                  |          |          |
| Аберіствіт Таун         | 3:4  | Ріл              | 2:2      | 1:2      |
| Бангор Сіті             | 7:0  | Порт-Толбот Таун | 2:0      | 5:0      |

## Фінал
| 3 травня 2003 |

| Бангор Сіті | 2:2 пен. 3:4 | Ріл |
| ----------- | ------------ | --- |
|             |              |     |

| Белл В'ю, Ріл |